# Systropha inexspectata
Systropha inexspectata är en biart som beskrevs av Ebmer 1994. Systropha inexspectata ingår i släktet Systropha och familjen vägbin. Inga underarter finns listade i Catalogue of Life.